# Loyalist Volunteer Force
La Loyalist Volunteer Force (in inglese: Forza dei Volontari Lealisti) o LVF è stata un'organizzazione politica e militare nordirlandese di idee Unioniste che ha combattuto contro le forze repubblicane durante il Conflitto nordirlandese. LVF ha commesso diverse azioni nei confronti di civili cattolici, cagionandone la morte. Secondo uno studio redatto dalle forze di polizia nordirlandesi e dai servizi segreti britannici, dal 2015 la LVF sarebbe unicamente un'associazione a delinquere attiva ad Antrim.